# Guardian Bank Building
El Guardian Bank Building (originalmente conocido como New England Building y más tarde conocido como National City Bank Building) es un edificio de gran altura en Euclid Avenue en el centro de la ciudad de Cleveland, en el estado de Ohio (Estados Unidos).

## Descripción e historia
Fue construido en 1896 y se encuentra junto al National City Center. Con 67 m de altura, alguna vez fue uno de los edificios más altos de Estados Unidos y el más alto de Cleveland hasta 1922, cuando fue superado por el Keith Building. El edificio fue diseñado por la firma de Shepley, Rutan y Coolidge y remodelado por Walker y Weeks en 1915. Fue convertido en un Holiday Inn Express en 1999 y agregado al Registro Nacional de Lugares Históricos el 8 de septiembre de 2000.
En enero de 2010, Rosetta, la agencia interactiva independiente más grande de Estados Unidos, anunció planes para mudarse al edificio del Guardian Bank. Los planes, anunciados junto con la firma de un contrato de arrendamiento por 10 años, incluyen la remoción y remodelación de los cinco pisos superiores, la construcción de un nuevo ático en el techo y el cambio de nombre del edificio. En marzo de 2012, los desarrolladores anunciaron planes para convertir cinco pisos en 85 apartamentos.